# Sylwester Kubica
Sylwester Kubica (ur. 28 grudnia 1949 w Niedobczycach, zm. 9 czerwca 2018) – polski gimnastyk, olimpijczyk z Meksyku 1968 i Monachium 1972.
Najmłodszy z trójki braci (Wilhelm, Mikołaj) uprawiających gimnastykę sportową. Przez całą karierę sportową (1963–1976) reprezentował klub Górnik Radlin. Jeden z najlepszych polskich gimnastyków sportowych.
Wielokrotny mistrz Polski w:
- w ćwiczeniach na poręczach w roku 1975
- w ćwiczeniach na kółkach w latach 1970, 1972
- w ćwiczeniach wolnych w latach 1970, 1972
- w ćwiczeniach na drążku w roku 1975

Uczestnik mistrzostw świata w roku 1970 podczas których zajął 5. miejsce w wieloboju drużynowym.
Uczestnik mistrzostw Europy w latach:
- 1969 zajmując:
  - 3. miejsce w ćwiczeniach wolnych
  - 4. miejsce w skoku przez konia
  - 5. miejsce w wieloboju indywidualnym,
- 1971 zajmując:
  - 5. miejsce w ćwiczeniach na kółkach
  - 7. miejsce w wieloboju indywidualnym.

Dwukrotny uczestnik igrzysk olimpijskich w:
- 1968 roku zajął:
  - 5. miejsce w wieloboju drużynowym
  - 26. miejsce w ćwiczeniach wolnych
  - 27. miejsce w ćwiczeniach na koniu z łękami
  - 31. miejsce w wieloboju indywidualnym
  - 35. miejsce w ćwiczeniach na poręczach
  - 51. miejsce w ćwiczeniach na drążku
  - 58. miejsce w ćwiczeniach na kółkach
  - 63. miejsce w skoku przez konia
- 1972 roku zajął:
  - 4. miejsce w wieloboju drużynowym
  - 8. miejsce w ćwiczeniach wolnych
  - 13–16. miejsce w ćwiczeniach na kółkach
  - 18. miejsce w ćwiczeniach na koniu z łękami
  - 22. miejsce w wieloboju indywidualnym
  - 23–27. miejsce w skoku przez konia
  - 24–26. miejsce w ćwiczeniach na poręczach
  - 49–54. miejsce w ćwiczeniach na drążku